# Lonchoptera chinica
Lonchoptera chinica är en tvåvingeart som först beskrevs av Yang 1999.  Lonchoptera chinica ingår i släktet Lonchoptera och familjen spjutvingeflugor. Inga underarter finns listade i Catalogue of Life.